# Puerto de Puerto del Rosario
El puerto de Puerto del Rosario es el principal puerto de la isla de Fuerteventura (Canarias, España), único puerto de importancia de la isla, donde atracan buques de pasajeros. Está ubicado en el municipio capitalino de Puerto del Rosario. Su principal tráfico es el de mercancía general y cruceros turísticos y sus rutas principales son Las Palmas de Gran Canaria y Arrecife.